# Ainsliaea spicata
Ainsliaea spicata là một loài thực vật có hoa trong họ Cúc. Loài này được Vaniot mô tả khoa học đầu tiên năm 1903.